# Widescreen eXtended Graphics Array++

Standardní rozlišení obrazovky. Nejbližší rozlišení WXGA++ je WSXGA+.

WXGA++, neboli Widescreen eXtended Graphics Array je standard displejů s grafickým rozlišením 1600 × 900 pixelů. Z CRT monitorů tímto rozlišením disponovalo jen několik málo nejdražších profesionální modelů. Nyní je využíván na LCD obrazovkách ve větších noteboocích s úhlopříčkou 16,4 palců a poměrem stran 16:9.